# Phalloceros leticiae
Espèce
Synonymes
Phalloceros leticiae est une espèce de poissons du genre Phalloceros et de la famille des Poeciliidae. Cette espèce est nommée en l'honneur de Leticia M. Lucinda.

## Étymologie
Phalloceros : du grec phallos = pénis et du grec keras = corne ; leticiae : nommé en l'honneur de M. Leticia Lucinda.

## Répartition géographique
Cette espèce est endémique d'Amérique du Sud : "rio Araguaia" supérieure, principal affluent du "Rio Tocantins" au Brésil.